# كسر عظم العضد
 كسر عظم العضد هو كسر لعظم العضد في أعلى الذراع. قد تشمل الأعراض الألم والتورم والكدمات. قد تكون هناك قدرة منخفضة على تحريك الذراع وقد يظهر الشخص ممسكًا بمرفقه. قد تشمل المضاعفات إصابة الشريان أو العصب ومتلازمة الحيز.
عادة ما يكون سبب كسر عظم العضد رضة خطيرة مثل السقوط.  تشمل الأسباب الأخرى حالات مثل سرطان العظام. تشمل الأنواع الكسور العضلية القريبة، وكسور العمود العضلي، والكسور العضدية البعيدة.  يتم تأكيد التشخيص بشكل عام بالأشعة السينية. يمكن إجراء التصوير المقطعي المحوسب في الكسور القريبة لجمع مزيد من التفاصيل.

## العلامات والأعراض

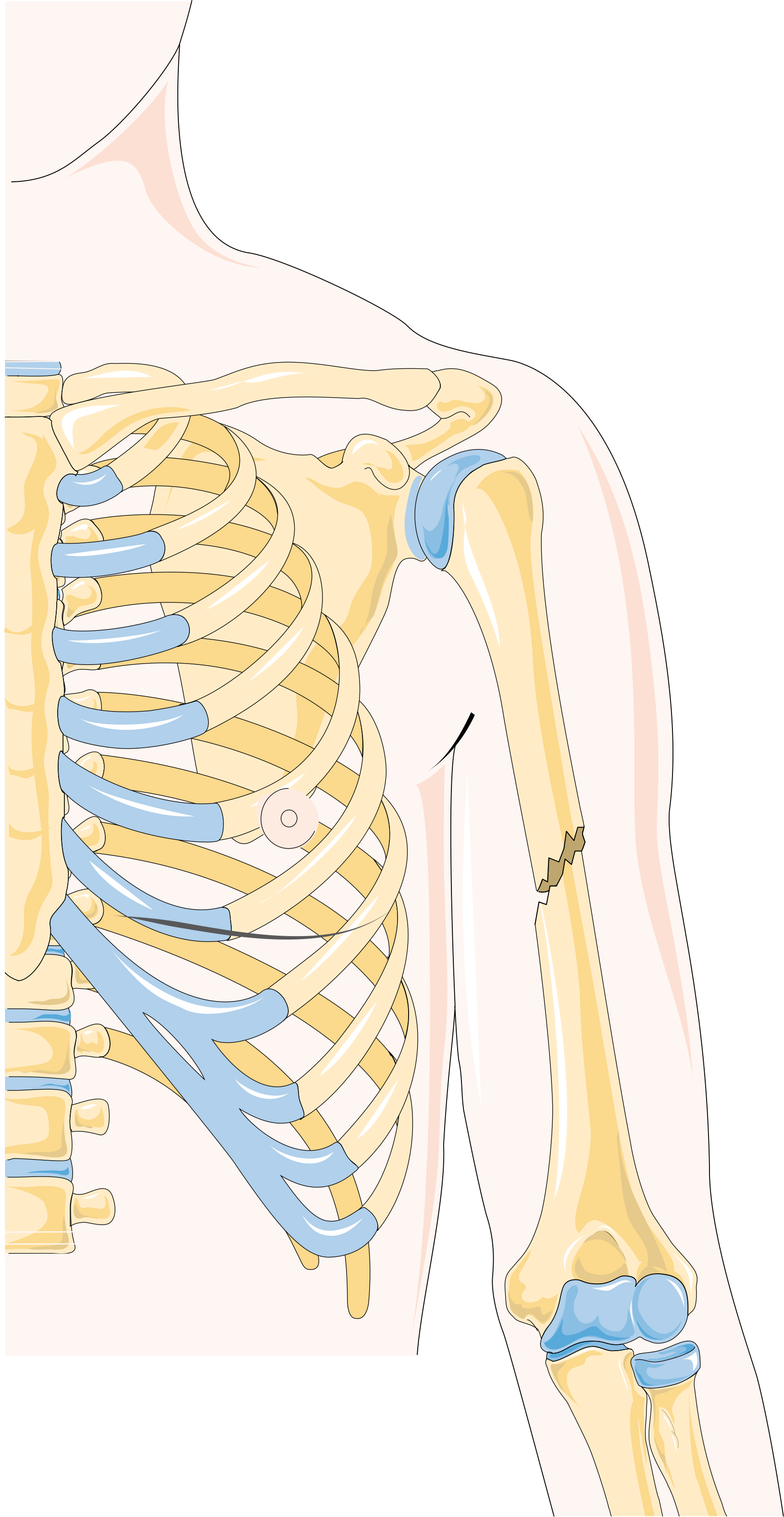
كسر رمح مغلق في منتصف عظم العضد

بعد كسر عظم العضد، يكون الألم فوريًا ومستديمًا ويتفاقم مع أدنى حركة. تتضخم المنطقة المصابة، وتظهر كدمات بعد يوم أو يومين من الكسر. يصاحب الكسر عادةً تغير في لون الجلد في موقع الكسر.  قد يكون هناك صوت طقطقة أو صوت قعقعة، ناتجًا عن كسر عظم العضد. في الحالات التي تتأثر فيها الأعصاب، سيكون هناك فقدان السيطرة أو الإحساس في الذراع تحت الكسر. إذا كان الكسر يؤثر على تدفق الدم، فسيكون لدى المريض نبض متناقص عند الرسغ. غالبًا ما تتسبب الكسور المهجرة لعمود عظم العضد في حدوث تشوه وتقصير في طول الذراع العلوي. قد تتسبب الكسور البعيدة أيضًا في حدوث تشوه، وهي تحد عادةً من القدرة على ثني الكوع.

## الأسباب

### الأقرب
غالبًا ما تحدث كسور عظم العضد القريب بين المسنين المصابين بهشاشة العظام الذين يقعون على ذراع ممدودة. في حالات أقل حدوثا، تحدث الكسور القريبة من حوادث السيارات، وإطلاق النار، وتقلصات العضلات العنيفة من الصدمة الكهربائية أو النوبة.  عوامل الخطر الأخرى للكسور القريبة تشمل انخفاض كثافة العظام، وضعف البصر والتوازن، وتدخين التبغ. يمكن أن يحدث كسر الإجهاد في المناطق القريبة والعمود بعد كمية مفرطة من الرمي، مثل رمي كرة القاعدة. 

### الأوسط
عادة ما تحدث الكسور الوسطى إما بسبب الصدمة الجسدية أو السقوط. تميل الصدمة الجسدية لعمود عظم العضد إلى إنتاج كسور عرضية بينما تميل السقوط إلى إنتاج كسور لولبية. قد يسبب سرطان الثدي النقيلي أيضًا كسورًا في عمود العضد. قد تشير الكسور اللولبية الطويلة في العمود الموجودة لدى الأطفال إلى الاعتداء الجسدي. 

### القاصي
عادةً ما تحدث كسور عظم العضد البعيدة نتيجة لصدمة جسدية في منطقة الكوع. إذا كان الكوع منحنيًا أثناء الصدمة، فسيتم دفع الزرع لأعلى، مما ينتج عنه كسر على شكل T أو Y أو إزاحة أحد القنوات. 

## التشخيص
عادةً ما يتم التشخيص النهائي لكسور عظم العضد من خلال التصوير الشعاعي. بالنسبة للكسور القريبة، يمكن أخذ الأشعة السينية من عرض خلفي أمامي خلف الكتفي (AP)، والذي يأخذ صورة للجزء الأمامي من منطقة الكتف من زاوية، ومنظر Y على شكل كتفي، والذي يأخذ صورة للجزء الخلفي من منطقة الكتف من زاوية، ومنظر جانبي محاكي، حيث يستلقي المريض على ظهره، ارفع النصف السفلي من الذراع إلى الجانب، وله صورة ملتقطة من منطقة الإبط تحت الكتف.  عادةً ما يتم تحديد كسور عمود عظم العضد بشكل صحيح مع الصور الشعاعية المأخوذة من AP ووجهات النظر الجانبية.  يمكن التعرف على تلف الأعصاب الشعاعية من كسر العمود بواسطة عدم القدرة على ثني اليد للخلف أو عن طريق انخفاض الإحساس في مؤخرة اليد.  غالبًا ما تكون صور المنطقة البعيدة ذات جودة رديئة بسبب عدم قدرة المريض على تمديد الكوع بسبب الألم. في حالة الاشتباه في وجود كسر شديد في المسافة البعيدة، يمكن أن يوفر التصوير المقطعي المحوسب (CT) تفاصيل أكبر للكسر. قد لا تكون الكسور البعيدة غير المتوضعة مرئية بشكل مباشر؛ قد تكون مرئية فقط بسبب تشريد الدهون بسبب النزيف الداخلي
في الكوع. 

## المعالجة
هدف المعالجة هو تقليل الألم واستعادة الوظيفة قدر المستطاع مع إعادة الشكل التشريحي للعظم
معظم كسور العضد لا تتطلب تدخلا

### علاج كسر الثلث القريب
يمكن علاج الكسر المفرد (قطعتين) وأحيانا المزدوج (ثلاثة قطع) إذا لم يكن متبدلا أو تم رد الكسر بشكل جيد بواسطة جبيرة ووشاح حامل للذراع مع مسكنات للألم ومراقبة الاندمال باجراء تصوير شعاعي بسيط كل عدة أيام.
الكسر المزدوج قد يحتاج لعلاج جراحي (رد الكسر وتثبيته بطريقة مغلقة أو مفتوحة) حسب الحالة ووجود اذية وعائية عصبية، أذية كم المدورات، خلع المفصل الكتفي، تقدير احتمالية الاندمال والوظيفة
الكسر المفتت والمؤلف من أكثر من ثلاث قطع يجب علاجه جراحيا فتح جراحي للرد والتثبيت
واعادة توضع القطع العظمية لتأخذ الشكل التشريحي